# Nora Arnezederová
Nora Arnezederová, nepřechýleně Nora Arnezeder (* 8. května 1989 Paříž) je francouzská herečka a zpěvačka, která na filmovém plátně debutovala v roce 2007 vedlejší rolí Lyri ve fantasy komedii Dva světy. Proslavila se jako představitelka hlavní role ve filmovém remaku Angelika z roku 2013.

## Osobní život a kariéra
Narodila se roku 1989 v Paříži do rodiny rakouského katolíka Wolfganga a egyptské židovky Piery Arnezederových. Ve dvou letech se s rodiči přestěhovala z metropole do jihofrancouzského Aix-en-Provence. Ve čtrnácti letech odjela na roční pobyt na ostrov Bali. Po návratu do Paříže studovala tanec a zpěv na Mezinárodní akademii tance a hudby při divadelní škole v Cabriès (L'Académie internationale de danse et de théâtre).
První větší rolí získala v roce 2008, když si zahrála Douce v Barratierově dramatu Paříž 36. Zazpívala v něm také skladbu „Loin de Paname“, která získala nominaci na Oscara za nejlepší filmovou píseň.
V roce 2009 se stala tváří vůně „L'Idylle“ parfémového domu Guerlain. Roku 2012 se objevila v thrilleru Nepřítel pod ochranou  po boku Ryana Reynoldse, jako Celia v romantickém dramatu The Words a jako Anna v psychologickém hororu Maniak, kde hrála vedle Elijaha Wooda.

## Herecká filmografie
| Film / seriál | rok                   | role       | poznámka         |
| ------------- | --------------------- | ---------- | ---------------- |
| 2007          | Dva světy             | Lyri       |                  |
| 2008          | Paříž 36              | Douce      | první větší role |
| 2011          | Louis la Chance       | Katia      | hlasová role     |
| 2011          | Loď lásky             | Chloé      |                  |
| 2012          | Co den dluží noci     | Émilie     |                  |
| 2012          | The Words             | Celia      |                  |
| 2012          | Maniak                | Anna       |                  |
| 2012          | Nepřítel pod ochranou | Ana Moreau |                  |
| 2013          | Angelika              | Angélique  |                  |
| 2014          | Fiston                | Sandra     |                  |